# Hala Sportowo-Widowiskowa w Iławie
Hala Sportowo-Widowiskowa w Iławie – hala widowiskowo-sportowa w Iławie, w Polsce. Została otwarta w 1998 roku. Może pomieścić 1250 widzów.
Latem 2021 roku, w związku z remontem hali Urania w Olsztynie, na halę tymczasowo przenieśli się, grający w PlusLidze, siatkarze AZS-u Olsztyn. Zespół grał w Iławie przez ponad dwa sezony. Ostatni mecz PlusLigi w Iławie odbył się 6 grudnia 2023 roku..
W hali w przeszłości odbywały się m.in. mecze siatkarskie w ramach Memoriału Huberta Jerzego Wagnera.